# Aloe mawii
Aloe mawii ist eine Pflanzenart der Gattung der Aloen in der Unterfamilie der Affodillgewächse (Asphodeloideae). Das Artepitheton mawii ehrt A. H. Maw, Eigentümer des Landes auf dem das Typusexemplar gefunden wurde.

## Beschreibung

### Vegetative Merkmale
Aloe mawii wächst stammlos oder in der Regel stammbildend, ist einzeln oder bildet wenige Seitentriebe. Der aufrechte Stamm ist bis zu 2 Meter lang und 10 bis 12 Zentimeter breit. Die 20 oder mehr lanzettlich-schwertförmigen Laubblätter bilden dichte Rosetten. Die gräulichgrüne oder grüne – mit einem bläulichen Schein – und etwas gestreifte Blattspreite ist bis zu 60 Zentimeter lang und 10 Zentimeter breit. Die Blattoberfläche ist glatt. Die rosarötlich gespitzten Zähne am schmalen rötlichen Blattrand sind 3 bis 4 Millimeter lang und stehen 7 bis 15 Millimeter voneinander entfernt. Der Blattsaft ist gelb.

### Blütenstände und Blüten
Der schiefe Blütenstand ist einfach oder besteht aus einem Zweig und erreicht eine Länge von bis zu 100 Zentimeter. Die dichten, schiefen oder horizontalen Trauben sind 30 Zentimeter lang und bestehen aus einseitswendigen Blüten. Die dreieckig-spitzen, kurz abrupt zugespitzten Brakteen weisen eine Länge von 1 Millimeter auf und sind 3 Millimeter breit. Die roten oder orangefarbenen, bauchigen Blüten stehen an 1 bis 2 Millimeter langen Blütenstielen. Sie sind 35 bis 40 Millimeter (selten bis 48 Millimeter) lang und an ihrer Basis gerundet. Auf Höhe des Fruchtknotens weisen die Blüten einen Durchmesser von 7 Millimeter auf. Darüber sind sie auf 10 Millimeter erweitert und schließlich zur Mündung verengt. Ihre Perigonblätter sind auf einer Länge von 22 Millimeter nicht miteinander verwachsen. Die Staubblätter und der Griffel ragen etwa 12 Millimeter aus der Blüte heraus. Die Staubblätter haben purpurfarbene Staubfäden und orangefarbene Staubbeutel. Der Griffel ist orangefarben.

### Genetik
Die Chromosomenzahl beträgt {\displaystyle 2n=14}.

## Systematik und Verbreitung
Aloe mawii ist in Malawi, Mosambik und im Süden von Tansania auf felsigen Hängen in Höhen von 550 bis 1830 Metern verbreitet.
Die Erstbeschreibung durch Hugh Basil Christian wurde 1940 veröffentlicht.

## Nachweise